# Raimundo Enes Meira
Raimundo Enes Meira ComC • ComA • GOA • MOCE (Viana do Castelo, Afife, 25 de Maio de 1866 — Viana do Castelo, Afife, 30 de Junho de 1946) foi um coronel da Artilharia do Exército Português e político ligado ao Partido Democrático de Afonso Costa. Eleito deputado e senador no Congresso da República entre 1915 e 1926, foi o principal organizador do Partido Democrático no Alto Minho.

## Biografia
Nasceu em Afife em 25 de Maio de 1866, filho de Joaquim Alves Meira e Custódia Enes Ramos Bezerra.
Alistou-se como voluntário no Regimento de Infantaria N.º 3 em 1886.
Foi 1.º Sargento Graduado Cadete no Regimento de Artilharia N.º 2. Concluiu o curso de Artilharia da Escola do Exército em 1893, sendo promovido a 2.º Tenente no mesmo ano. Serviu nos Regimentos de Artilharia N.º 3 e N.º 5.
Promovido a 1.º Tenente em 1895. Foi destacado, em missão de serviço, para o Estado da Índia em Maio de 1896 na brigada de artilharia de montanha, num corpo expedicionário comandado por S.A.R o Infante D. Afonso de Bragança e onde faziam parte Norton de Matos e Alfredo de Sá Cardoso. Retornou à metrópole em Novembro de 1897 para o Regimento de Artilharia N.º 3.
Promovido a Capitão em 1908 e no mesmo ano contrai matrimónio com Laura Pinto de Lemos Pereira. Recebeu a Medalha de Prata Rainha D. Amélia.
Em 1911 é destacado para o grupo de artilharia de montanha que é colocado na Serra do Gerês por motivos da 1ª incursão de Paiva Couceiro.
Nomeado em Junho de 1913, Governador-Civil do Distrito de Viana do Castelo, é destacado durante o mês de Julho para Governador-Civil do Distrito de Coimbra, por motivos de uma greve geral da cidade. Retorna em Agosto a Viana do Castelo, e exerce o cargo até Março de 1914
Eleito deputado por Viana do Castelo em 1915 pelo Partido Democrático.
Promovido a Major em 1916, é colocado no 1º Batalhão de Obuses de Campanha, embarca para França em 1917, integrado na 2ª Divisão do Corpo Expedicionário Português comandado pelo General Simas Machado. Em França passa pelos Regimentos de Artilharia N.º 6 e N.º 11. Promovido a Tenente-Coronel em Fevereiro de 1917, é transferido para o Estado-Maior de Artilharia de Campanha.
É desmobilizado em Outubro de 1918. Regressado a Portugal é nomeado 2.º comandante do Regimento de Artilharia N.º 6 (Serra do Pilar). A 17 de Maio de 1919 é feito Comendador da Ordem Militar de Avis e a 28 de Junho do mesmo ano Comendador da Ordem Militar de Cristo.
É eleito Senador por Viana do Castelo, nas listas do Partido Democrático em 1919, sendo reeleito em 1923 e 1925.
Promovido a Coronel em 1922, assume o comando do Regimento de Artilharia N.º 6 (Serra do Pilar). A 5 de Outubro de 1923 é elevado a Grande-Oficial da Ordem Militar de Avis. Recebeu ainda a Medalha de Ouro de Comportamento Exemplar.
Nomeado em 16 de outubro de 1924 governador de Timor, reorganiza as finanças da colónia, conseguindo equilibrar o orçamento. Cria o Imposto Predial rústico e urbano, o Imposto Industrial, cria em Díli a primeira feira agrícola-industrial naquela colónia e atribui as primeiras concessões para a prospecção de Petróleo naquela colónia.
Exonerado do cargo em junho de 1926 pelo governo saído da Revolução Nacional, é passado à reserva em fevereiro de 1927. Faleceu em Afife em 30 de junho de 1946.